# Margaret Taylor
Margaret „Peggy” Mackall Smith Taylor (ur. 21 września 1788 w hrabstwie Calvert, zm. 14 sierpnia 1852 w Pascagouli) – żona prezydenta USA Zacharego Taylora i pierwsza dama Stanów Zjednoczonych w latach 1849–1850.

## Życiorys
Margaret Mackall Smith urodziła się 21 września 1788 w hrabstwie Calvert, jako córka plantatora, kapitana Waltera Smitha. Naukę pobierała wyłącznie w domu. W 1809 roku wyjechała do hrabstwa Jefferson, gdzie w domu swojej siostry, spotkała porucznika Zachary’ego Taylora. Para pobrała się rok później, 21 czerwca 1810.
Zachary Taylor, jako zawodowy żołnierz, często był przenoszony, zatem Taylorowie musieli często się przeprowadzać. Po pewnym czasie zakupili farmę w Kentucky, gdzie zamieszkała Margaret wraz z dziećmi. Taylora często nie było w domu, gdyż uczestniczył w wojnie amerykańsko-brytyjskiej. W 1848, po zakończeniu wojny amerykańsko-meksykańskiej, uzyskał nominację Partii Wigów na prezydenta. Margaret była przeciwna planom politycznym męża i niechętnie wprowadziła się do Białego Domu. Nie udzielała się w życiu towarzyskim i nie organizowała przyjęć ani balów. Obowiązki pierwszej damy wykonywała w większości najmłodsza córka, Mary Elizabeth.
Po śmierci męża 9 lipca 1850 roku, Margaret przeniosła się do Missisipi. Wkrótce potem jej stan zdrowia znacznie się pogorszył. Zmarła 18 sierpnia 1852 i została pochowana w Springfield.

## Życie prywatne
Margaret Smith poślubiła Zachary’ego Taylora 21 czerwca 1810 roku niedaleko Louisville. Para miała pięć córek: Annę (ur. 1811), Sarah (ur. 1814), Octavię Pannel (ur. 1816), Margaret Smith (ur. 1819) i Mary Elizabeth (ur. 1824) oraz syna Richarda (ur. 1826). W 1820 roku dwie spośród córek: Octavia i Margaret zmarły w wyniku epidemii malarii. Sarah Taylor została żoną Jeffersona Davisa, późniejszego prezydenta Skonfederowanych Stanów Ameryki.